# Jamie Donoughue

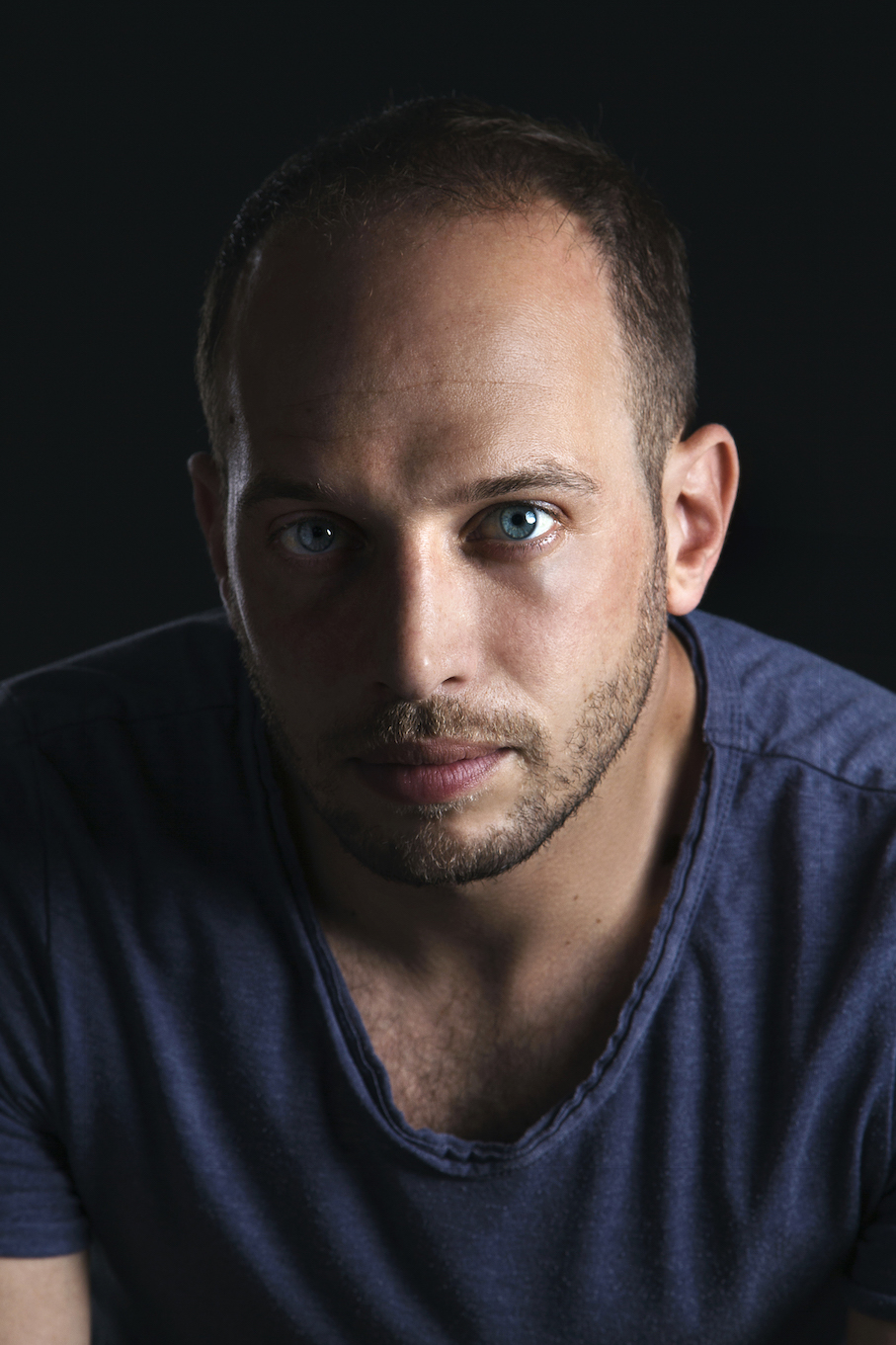
- Foto de Christopher Hooton

Jamie Donoughue é um cineasta, produtor cinematográfico e escritor britânico. Como reconhecimento, foi nomeado ao Oscar 2016 na categoria de Melhor Curta-metragem por Shok.